# Bộ Ký (彐)
Bộ Ký, bộ thứ 58 có nghĩa là "đầu con nhím" là 1 trong 31 bộ có 3 nét trong số 214 bộ thủ Khang Hy.
Trong Từ điển Khang Hy có 25 chữ (trong số hơn 40.000) được tìm thấy chứa bộ này.

## Tự hình Bộ Ký (彐)

Tiểu triện

## Chữ thuộc Bộ Ký (彐)
| Số nét bổ sung | Chữ             |
| -------------- | --------------- |
| 0              | 彐/ký/ 彑/kế/   |
| 2              | 归/quy/         |
| 3              | 当/đang/        |
| 5              | 彔/lục/ 录/lục/ |
| 6              | 彖/thoán/       |
| 7              | 兼/kiêm/        |
| 8              | 彗/tuệ/         |
| 9              | 彘/trệ/         |
| 10             | 彙 彚           |
| 13             | 彛 彜           |
| 15             | 彝 彞           |
| 19             | 彟              |
| 23             | 彠              |